# Jeanne de Chantal
Jeanne-Françoise de Chantal, född Jeanne-Françoise Frémiot den 23 januari 1572 i Dijon, död den 13 december 1641 i Moulins, var en fransk baronessa som sedan hon blivit änka grundade en kristen orden, Marie Besöks-orden. Hon vördas som helgon i Romersk-katolska kyrkan, med minnesdag den 12 augusti.

## Biografi
Jeanne-Françoise Frémiot föddes i Dijon som dotter till ordföranden i Burgunds parlament, som tillika var rojalist och medlem av Katolska ligan. Hon gifte sig 1592 med baron de Chantal och levde ett typiskt liv för en baronessa i slottet Bourbilly, tills hon 1601 blev änka, 28 år gammal. Hon hade då blivit mor till fyra barn. Hon svor, sedan hon blivit änka, sitt liv åt kyskhet och kristen fromhet.
År 1604 blev Frans av Sales hennes biktfader, och de började föra en livlig korrespondens, av vilken hon dock brände merparten efter Frans död. Hon överlämnade sin son till sin brors, som var ärkebiskop av Bourges, omvårdnad, och de övriga barnen åt sin far, och begav sig själv till Annecy där Frans levde.
År 1610 grundade de visitandinnornas orden (Marie Besöks-orden), vilken vid Jeanne de Chantals död hade 86 hus. Hennes sondotter var Marie de Rabutin Chantal de Sévigné.
Jeanne-Françoise de Chantal är begravd bredvid Frans av Sales i kyrkan Saint-François-de-Sales i Annecy.

## Bilder
| - Frans och Jeanne, fönster i kyrkan i Annecy. |

### Webbkällor
- ”St. Jane Frances de Chantal”. Catholic Encyclopedia. New Advent. http://www.newadvent.org/cathen/08282c.htm. Läst 22 augusti 2017.
- ”Santa Giovanna Francesca de Chantal, religiosa”. Santi e Beati. http://www.santiebeati.it/dettaglio/30400. Läst 22 augusti 2017.